# Eduardo Luis Duhalde
Eduardo Luis Duhalde (Buenos Aires, 5 de octubre de 1939 - 3 de abril de 2012) fue un abogado, juez, historiador y periodista argentino. Editó colecciones de libros y se desempeñó como secretario de Derechos Humanos de la Nación.

## Biografía

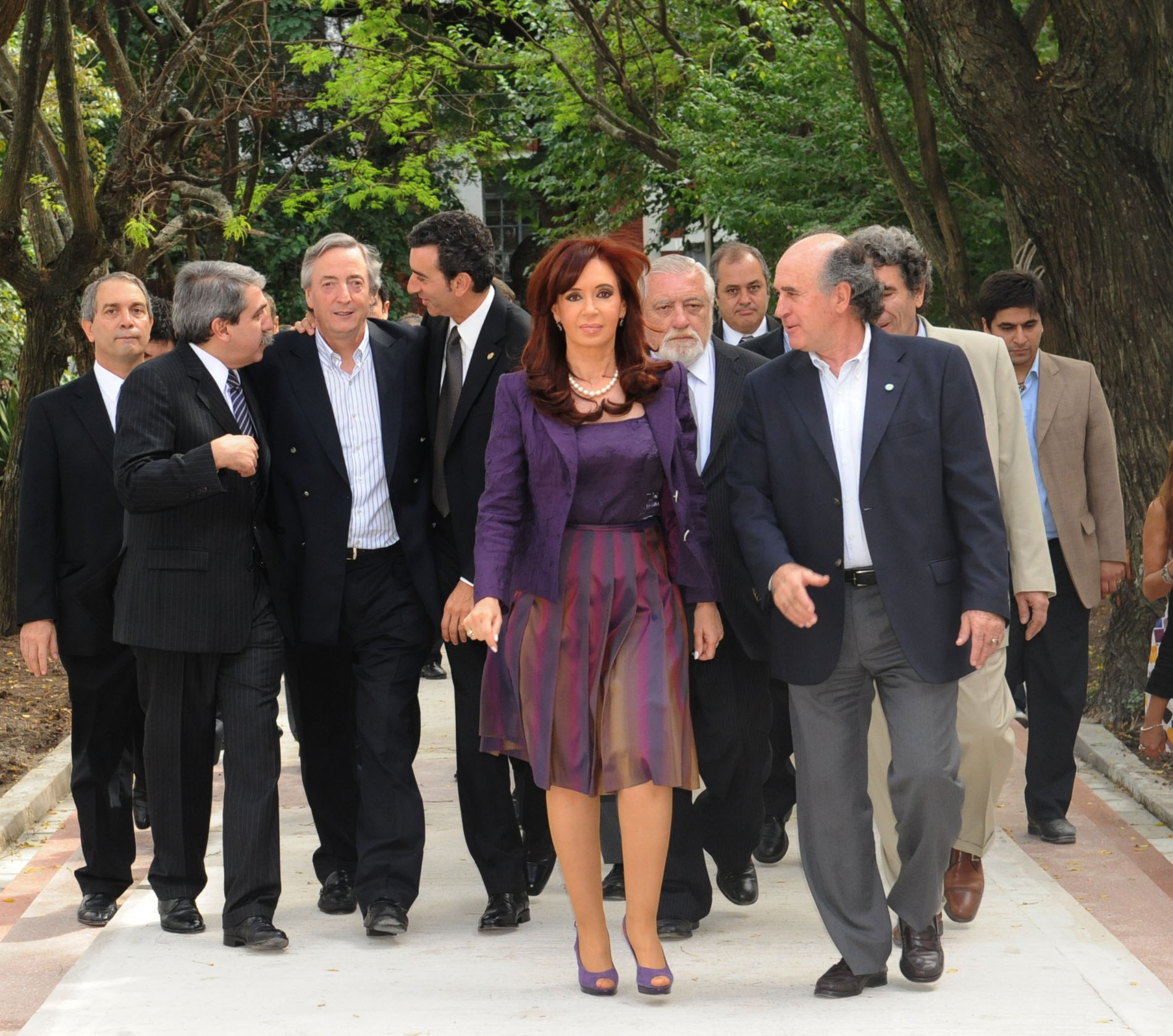
Eduardo Duhalde junto con Néstor Kirchner y Cristina Fernández de Kirchner el 24 de marzo de 2010 (Día Nacional de la Memoria) visitando la ESMA convertida en espacio de la memoria. Los acompañan Julio Alak, Aníbal Fernández, Florencio Randazzo, Eduardo Jozami y Oscar Parrilli.

### Primeros años
Eduardo Luis Duhalde nació en octubre de 1939. Con 16 años ingresó a la Facultad de Derecho de la Universidad de Buenos Aires (UBA).

### Trayectoria profesional
A principios de los años 1960 Duhalde junto a Rodolfo Ortega Peña comenzaron a actuar como abogados defensores en causas que involucraban a militantes políticos tanto del peronismo como de otros partidos. Especialmente a los que eran presos por confrontar con las dictaduras de turno o los presidentes que sostenían la prohibición del Justicialismo. En la década de 1990, se desempeñó como Juez de Cámara de los Tribunales Orales en lo Criminal de la Capital Federal, consultor de Derechos Humanos de la ONU y profesor Consulto de la Facultad de Ciencias Sociales de la UBA. Fue profesor titular de materias de derecho, historia y política en diversas universidades argentinas y extranjeras, y miembro de instituciones académicas argentinas y de América Latina y Europa, como de organismos de derechos humanos del país e internacionales. También dedicó su tiempo a escribir libros de historia Argentina y dirigió la Editorial Sudestada, publicando muchísimos trabajos sobre revisionismo histórico. En el año 1972, fue abogado de los máximos militantes populares que protagonizaron la fuga del Penal de Rawson , no conoció Cuba hasta 1976 cuando comenzó su exilio, no obstante alguien que escribe en esta página sostiene lo contrario - estando en la isla de Cuba, recibió efusivamente a los militantes argentinos (ERP, FAR y Montoneros) que se fugaron del penal de Rawson (Chubut). Durante los años 1973 y 1974, Ortega Peña y Eduardo Luis Duhalde, dirigieron la revista Militancia Peronista para la liberación, también conocida simplemente como Militancia, En junio de 1974 la revista fue clausurada por decreto del presidente Juan Domingo Perón y volvieron a editar otra revista similar, bajo el nombre De Frente, que a los pocos meses también volvería a ser clausurada, esta vez por la presidenta María Estela Martínez de Perón. En esta revista asumieron la defensa de militantes tanto de las organizaciones de extracción peronista (FAP, Montoneros) como del ERP y FAR. El 31 de julio de 1974 Ortega Peña siendo diputado Nacional, fue asesinado por la Triple A. La revista salió hasta el asesinato de Rodolfo Ortega Peña. Desde el asesinato de Ortega peña a manos de la triste celebre AAA se dedicó a construir el PROA Partido Revolucionario Obrero Argentino. Vivió dos años en la clandestinidad con toda su familia.
En 1976, la dictadura militar argentina dispuso la captura y la incautación de los bienes de Duhalde, quien decide exiliarse en España. Poco antes de salir con otros abogados organizó la Comisión Argentina de Derechos Humanos (CADHU) para denunciar el terrorismo de Estado en la Argentina. Desde España dedicó su tiempo a denunciar internacionalmente el accionar de la Junta Cívico Militar y promovió acciones en contra del régimen dictatorial.

### Retorno a Argentina
Retornó al país en 1984, donde fundó el IRI (Instituto de Relaciones Internacionales) y la Editorial Contrapunto. Desde la cual editó más de 60 títulos sobre la historia reciente Argentina, destacándose Ezeiza de Horacio Verbitsky, y La Noche de los Lápices, de María Seoane. A finales de los años 80, dirigió el diario Sur hasta 1990.
Recibió el Premio Internacional al Periodismo otorgado por la Asociación Pro-Derechos Humanos de España en 1990, por su lucha en defensa de los derechos fundamentales del ser humano.
Se desempeñó como Juez de Cámara de los Tribunales Orales en lo Criminal de la Capital Federal hasta 2003 cuando asumió su cargo al frente de la Secretaría de Derechos Humanos de la Nación en el Ministerio de Justicia, Seguridad y Derechos Humanos durante el mandato del presidente Néstor Carlos Kirchner. Se desempeñó en la misma función en el gobierno de la presidenta Cristina Fernández de Kirchner hasta su fallecimiento el 3 de abril de 2012. 
Ha sido consultor de Derechos Humanos de las Naciones Unidas y profesor Consulto de la Facultad de Ciencias Sociales de la Universidad de Buenos Aires. 
Ha sido profesor titular de materias de derecho, historia y política en diversas universidades argentinas y extranjeras. También es miembro de instituciones académicas argentinas y de América Latina y Europa, como de organismos de derechos humanos del país e internacionales..
En el plano internacional integró diversas misiones de paz en África, y en América Latina a El Salvador, Chiapas (México), Nicaragua, Perú y Colombia, en sus zonas de conflicto.

## Libros
Es autor de 24 libros y más de 200 trabajos y comunicaciones, entre ellos: 
- El Estado terrorista argentino, 1984 (escrito en su exilio en España)
- Acción Parlamentaria de John William Cooke. ISBN 950-563-460-9
- Artículos periodísticos, reportajes, cartas y documentos de John William Cooke. ISBN 978-950-563-462-0
- El asesinato de Dorrego. Poder, oligarquía y penetración extranjera en el Río de la Plata. Con Rodolfo Ortega Peña. Contrapunto, Bs. As., 1965 (con siete reediciones hasta 1987).
- Facundo y la montonera. Con Rodolfo Ortega Peña. Contrapunto, Bs. As., marzo de 1987. ISBN 950-581-778-9
- Contra Mitre los intelectuales y el Poder: de Caseros al '80. Bs. As., 2005. ISBN 987-20493-1-9"

## Premios
- Premio Internacional al Periodismo otorgado por la Asociación Pro-Derechos Humanos de España en 1990.